# Corten (Taraclia)
Corten è un comune della Moldavia situato nel distretto di Taraclia di 3.407 abitanti al censimento del 2004.